# グリゴリー・ラポータ

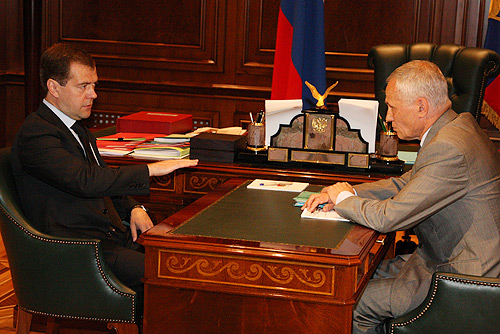
メドヴェージェフ大統領（左）と会談するグリゴリー・ラポータ（2008年撮影）

グリゴリー・アレクセーエヴィチ・ラポータ（ロシア語: Григорий Алексеевич Рапота、ラテン文字転写の例：Grigorii Alekseevich Rapota、1944年2月5日 - ）は、ロシアの政治家、シロヴィキ。中将。南部連邦管区大統領全権代表、2008年から2011年まで沿ヴォルガ連邦管区大統領全権代表を経て、2011年から2021年までロシア・ベラルーシ連盟国（ロシア・ベラルーシ連邦国家）国家書記（国務書記、国務長官）を務めた。

## 経歴
1944年モスクワに生まれる。父親は陸軍軍人、母親は教師。バウマン記念モスクワ国立工科大学を卒業する。1966年ソ連国家保安委員会（KGB）養成所で訓練を受けた後、KGB第一総局に勤務する。1971年から1975年までアメリカ勤務、1979年から1983年までスウェーデン勤務（1983年12月20日に国外退去処分）、1987年から1990年までフィンランド勤務。1990年第一総局副局長となるが、ソビエト連邦の崩壊に伴うKGBの解体に遭遇し、第一総局の後継機関であるロシア対外情報庁にそのまま移り引き続き副局長を務め、1994年には副長官に就任する。
1998年4月から11月までロシア安全保障会議副書記を経て、国営兵器・装備輸出会社（ロスヴォオルジェーニエ）に移る。1999年貿易省次官（軍事技術協力担当）。2000年科学・産業・技術第一次官。2001年ユーラシア経済共同体（EurAsEC、EAEC）事務総長をそれぞれ務め、軍事産業、対外経済協力の分野で活躍した。
2007年10月9日から2008年5月14日まで南部連邦管区大統領全権代理。2008年5月14日から沿ヴォルガ連邦管区大統領全権代理に任命され、ロシア連邦法の定年上限を超えて2011年12月14日まで在職した。
2011年11月25日、ロシア・ベラルーシ連盟国（連盟国、ロシア・ベラルーシ連邦国家）国家書記（国務書記、国務長官）に任命され、同年12月15日から職務を開始した。2021年3月19日に退任。
2005年ロシア名誉勲章を受章。